# Elle Fanning
Mary Elle Fanning (Conyers, Georgia, 9 de abril de 1998) es una actriz, modelo y productora de cine estadounidense. Es conocida por interpretar a la Princesa Aurora / Bella Durmiente en las películas de fantasía Maleficent (2014) y Maleficent: Mistress of Evil (2019) y por interpretar a Catalina la Grande en la serie The Great (2020-2023), papel por el que recibió nominaciones a un Premio Emmy en 2022; tres Premios Globo de Oro en 2021, 2022 y 2023,  al Premio del Sindicato de Actores de 2022 y al Premio Satellite en 2023 como Mejor actriz de serie de comedia.  
Hizo su debut cinematográfico a los 3 años de edad, como la versión más joven del personaje de su hermana, la también actriz Dakota Fanning, en la película dramática I am Sam (2001). Saltó a la fama tras protagonizar junto a su hermana la miniserie Taken (2002). Apareció en varias otras películas como actriz infantil, incluidas Daddy Day Care (2003), Babel (2006), The Curious Case of Benjamin Button (2008) y Phoebe in Wonderland (2008) y la miniserie The Lost Room (2006). Llamó la atención cuando consiguió su revolucionario papel de voz en off como Mei en el doblaje de Disney de My Neighbor Totoro (2004). Encontró reconocimiento y aclamación por sus papeles principales en el drama Somewhere (2010) de Sofia Coppola y en la película de ciencia ficción Super 8 (2011) de J.J. Abrams. 
Fanning hizo su debut en Broadway con la obra Appropriate en 2023. Junto a su hermana Dakota, posee su propia productora cinematográfica conocida como Lewellen Pictures.

## Biografía
Fanning nació en Conyers, Georgia, de Heather Joy Arrington y Steven J. Fanning, quienes jugaron béisbol de ligas menores para equipos afiliados a los St. Louis Cardinals.  
Su abuelo materno, Rick Arrington, fue un jugador de fútbol americano, y su tía, Jill Arrington, es periodista de la ESPN. Fanning es la hermana menor de Dakota Fanning, también actriz.  Fanning y su familia son miembros de la Convención Bautista del Sur. Fanning se graduó en 2016 en la Campbell Hall School.
Desde 2018 hasta 2023 mantuvo una relación con Max Minghella, guionista y director de la película Teen Spirit (2018).

## Trayectoria profesional

### Década 2000
Fanning empezó su carrera como actriz a los tres años, al interpretar la versión más joven de los personajes de su hermana mayor, Dakota Fanning tanto en la miniserie Taken como en la película I Am Sam (2001). A la edad de cuatro años, Fanning interpreta su primer papel independiente de su hermana, en la comedia Daddy Day Care (2003). 

Fanning filmó The Door in the Floor (2003) junto a Jeff Bridges y Kim Basinger. Una evidencia anecdótica de su talento fue la decisión de su elección para el papel de Ruth en esta película, ya que los productores del filme habían planeado originalmente contratar a gemelos idénticos para el rodaje, pero estaban tan impresionados con Fanning que la contrataron solo a ella. También participó en un episodio de la serie Judging Amy y en la serie CSI: Miami. Fanning filmó Because of Winn-Dixie (2005) en el pequeño papel de Sweetie Pie Thomas. Hizo doblaje al inglés de la película animada del cineasta Miyazaki, My Neighbor Totoro (2005), en el papel de Mei Kusakabe. Más tarde, filmó I Want Someone To Eat Cheese With (2005) y también participó en la serie CSI: New York, en el papel de Jenny. A principios de 2005, Fanning filmó escenas en Charlotte's Web como la «nieta de futuro» de Fern Arable interpretada por Dakota Fanning. Sin embargo, las escenas no se incluyeron en el corte final. También interpretó a Debbie, la hija de Brad Pitt y Cate Blanchett en Babel (2005) y filmó escenas para las películas The Nines (2007) y Déjà Vu (2006), la miniserie The Lost Room y un episodio de la serie House M.D y otro en la serie Law Order: Special Victims Unit.

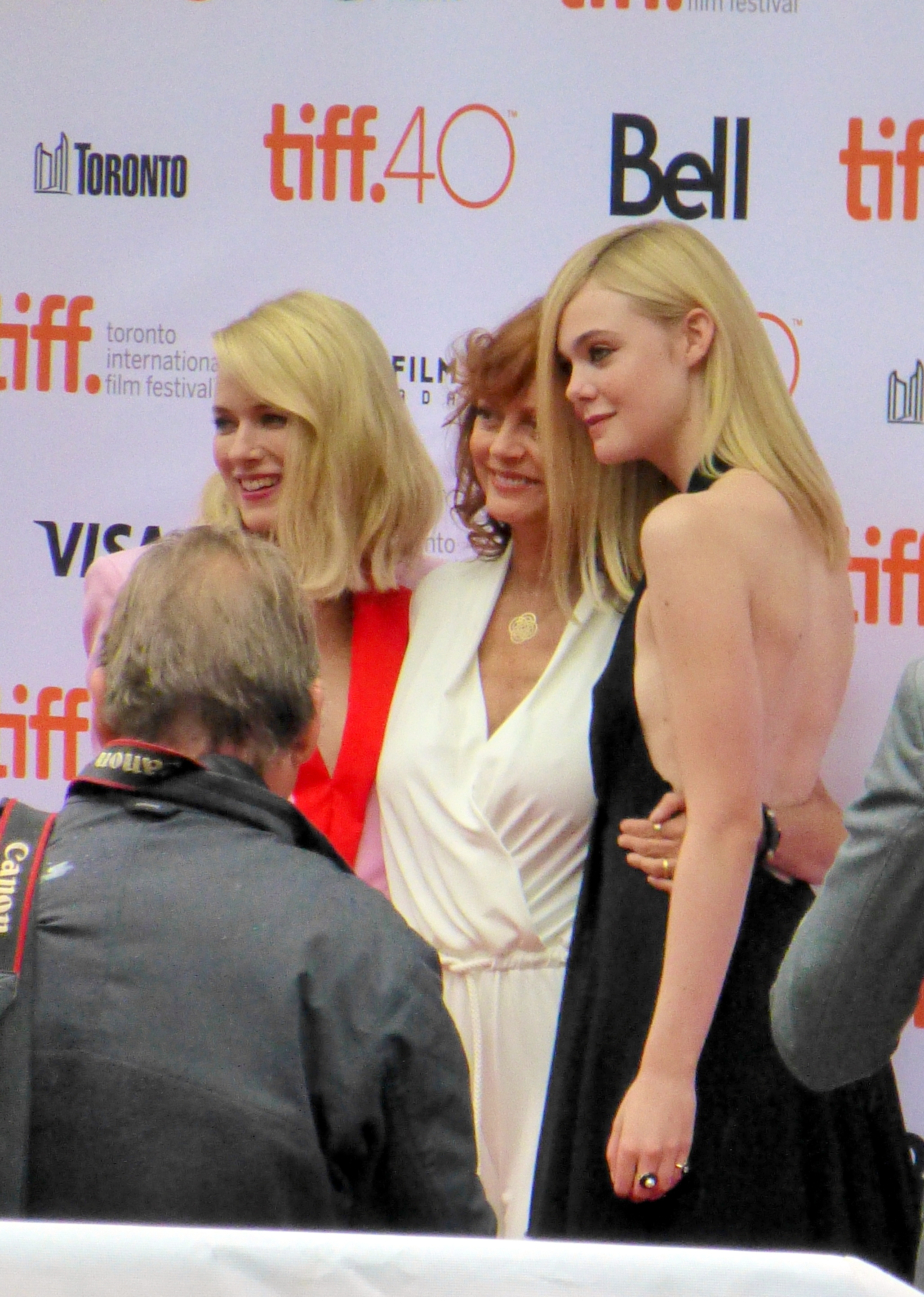
Fanning junto a Naomi Watts y Susan Sarandon en la premier de About Ray en el Festival de Cine de Toronto en 2015.

Fanning empezó a interpretar papeles principales. El primero fue en Reservation Road (2007) interpretando a Emma Learner, la hija de los personajes de Joaquin Phoenix y Jennifer Connelly. La película trata de las consecuencias de un trágico accidente de coche en el que muere el hermano de Emma. Tuvo un pequeño papel en The Curious Case of Benjamin Button (2008) como una versión más joven del personaje de Cate Blanchett y filmó Phoebe in Wonderland (2009) en el papel de Phoebe, una niña que no quiere seguir las reglas. De julio a octubre de 2007, Fanning filmó The Nutcracker in 3D, interpretando a Mary. Ambientada en la Viena de 1920, este es un cuento de una niña cuyo padrino le da una muñeca especial en la víspera de Navidad. La película fue filmada en Budapest, Hungría y fue lanzada a finales de 2010. En marzo de 2008, estaba previsto que Elle y su hermana Dakota protagonizarían My Sister's Keeper, pero la oportunidad les fue arrebatada cuando Dakota se enteró de que tendría que afeitarse la cabeza y fueron reemplazadas inmediatamente por Abigail Breslin y Sofia Vassilieva. 
La revista Variety informó que Fanning sería protagonista de la nueva película de la oscarizada guionista Sofia Coppola, Somewhere (2009). La trama gira en torno a un «chico malo», un actor que se ve obligado a reevaluar su vida cuando su hija, interpretada por Fanning, llega inesperadamente. La película fue estrenada en el 67.ª Festival de Venecia y ganó el primer premio, el León de Oro.
Fanning también ha trabajado bajo la dirección de J.J. Abrams, interpretando a Alice en la película de ciencia ficción Super 8, y cuenta la historia de un grupo de jóvenes que están filmando su propia película cuando un tren se descarrila y libera una presencia peligrosa en su ciudad. La película fue filmada en Weirton, Virginia Occidental y sus alrededores. La película se estrenó el 10 de junio de 2011 y recibió críticas positivas, y se elogiaron tanto la actuación de Fanning como la de Courtney, también fue un éxito comercial, recaudando más de $260 millones contra un presupuesto de $50 millones.

### Década 2010
A finales de 2010 Fanning comenzó la filmación de la nueva película de Francis Ford Coppola titulada Twixt (2011), que él escribió basándose en un sueño, en el que interpreta el papel de una fantasma joven llamada V. También interpreta el papel de Lily en la película de Cameron Crowe, We Bought a Zoo (2011), en el papel de una chica de 13 años que ilegalmente está trabajando en el restaurante del parque zoológico en el 
cual vive con su única figura materna, una mujer llamada Kelly interpretada por Scarlett Johansson.

En la película Ginger & Rosa (2012) dirigida por Sally Potter, interpreta el personaje de Ginger. La película fue estrenada en el Festival Internacional de Cine de Toronto el 7 de septiembre de 2012 y recibió un gran reconocimiento por su actuación. El The New York Times escribió que ella «muestra una mezcla casi streepiana de equilibrio, intensidad y precisión técnica. Es aterrador lo buena que es y difícil de imaginar algo que no pueda hacer». Ty Burr, crítico de cine de The Boston Globe, elogió su «naturalismo luminoso que parece lo opuesto a la actuación» y sintió que «Fanning te convence fácilmente de la realidad emocional de Ginger».

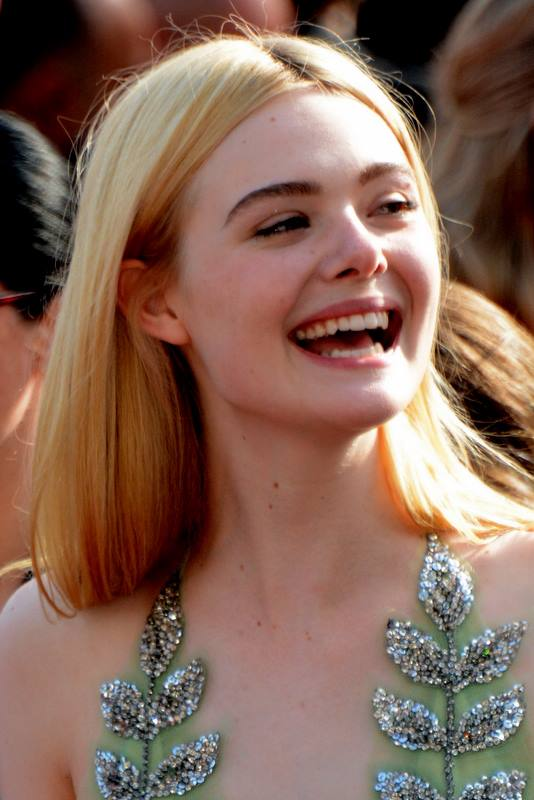
Fanning en el Festival de Cine de Cannes en 2017.

Fanning protagoniza junto a Angelina Jolie la película de Walt Disney Maléfica (2014), dirigida por Robert Stromberg. Jolie interpretó a Maléfica, mientras que Fanning interpreta a la Princesa Aurora / Bella Durmiente.  La película inició su rodaje en el verano de 2012 en Londres y fue estrenada en los EE. UU. el 30 de mayo de 2014. Fue recibida con críticas mixtas de los críticos, pero fue un éxito comercial, habiendo recaudado más de $758 millones en el mundo, convirtiéndose en la cuarta película más taquillera de 2014 y la película de mayor recaudación protagonizada por Fanning. La película recibió una nominación al Premio Oscar al mejor vestuario en la edición 87.ª de estos premios.
El mismo año, apareció en la película independiente de ciencia ficción Western Young Ones (2014) de Jake Paltrow, junto con los actores Nicholas Hoult, Michael Shannon y Kodi Smit-McPhee. Ambientada en un futuro distópico donde el agua escasea, se rodó en un lugar desierto de Sudáfrica y se estrenó en el Festival de Cine de Sundance de 2014. También protagonizó el film biográfico Low Down (2014) sobre la vida del pianista de jazz Joe Albany, en el que interpreta el papel de la hija de Albany, Amy-Jo, de cuya perspectiva se cuenta la historia. También estrenó en Estados Unidos la película animada The Boxtrolls (2014) en donde recibió críticas positivas y que cuenta con las voces de Isaac Hempstead-Wright, Ben Kingsley, Toni Collette, Jared Harris, Simon Pegg, Nick Frost, Richard Ayoade y Tracy Morgan.
Fanning junto a Naomi Watts y Susan Sarandon estrenan en la sección Especial del Festival Internacional de Cine de Toronto la película About Ray (2015). Inicialmente programado para ser lanzado en septiembre de 2015, la película fue retirado de los días calendario antes de su lanzamiento previsto. Fanning coprotagonizó Trumbo (2015) de Jay Roach como la hija de Dalton Trumbo (Bryan Cranston) Nikola y fue estrenada el 6 de noviembre de 2015 por la compañía Bleecker Street, la película recibió críticas generalmente positivas y varios reconocimientos entre los cuales se destacan nominaciones en los Premios de la Crítica Cinematográfica y a los Premios del Sindicato de Actores en la categoría del mejor reparto.

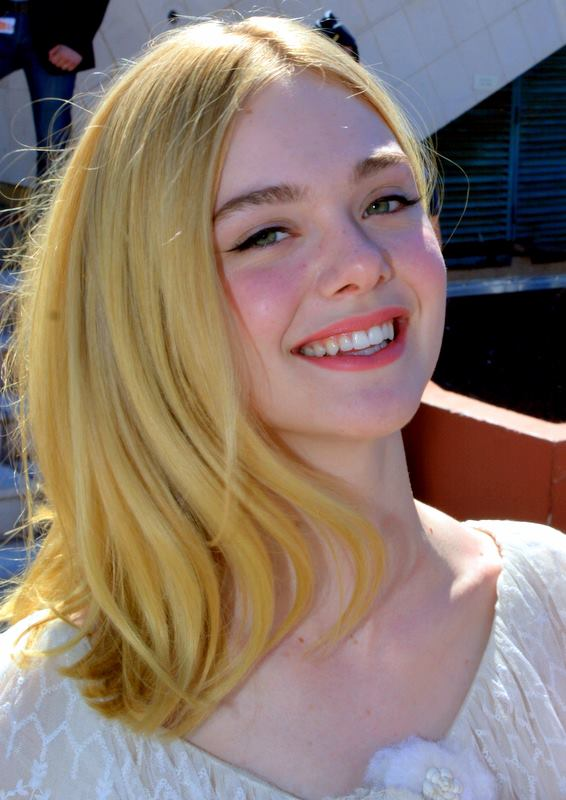
Fanning en el Festival Internacional de Cine de Cannes de 2016.

Apareció como Jesse en el thriller psicológico The Neon Demon (2016) dirigido por Nicholas Winding Refn. La película tuvo su estreno mundial en el Festival de Cine de Cannes. Ese mismo año, apareció en 20th Century Women de Mike Mills, enfrente de Greta Gerwig y Annette Benning, la película se centra en la historia de tres mujeres que exploran el amor y la libertad en el sur de California a fines de la década de 1970. Obtuvo su estreno mundial en el Festival de Cine de Nueva York el 8 de octubre de 2016. Fue estrenada en un lanzamiento limitado el 25 de diciembre de 2016 recibiendo la aclamación universal por la crítica especializada, siendo acreedora de nominaciones a los Premios Globos de Oro y al Premio Oscar. Luego coprotagonizó junto a Ben Affleck la película Live by Night (2016) y se centra en un ambicioso contrabandista que se convierte en un notorio gángster; fue estrenada en una versión limitada el 25 de diciembre de 2016, recibió críticas mixtas y fue un fracaso de taquilla, recaudando $22 millones contra su presupuesto neto de $65 millones.
  

Fanning apareció en el drama de Shawn Christensen, The Vanishing of Sidney Hall (2017) junto con Logan Lerman. La película se estrenó el 25 de enero de 2017, en el Sundance Film Festival, En el mismo año, Fanning también apareció en la película de comedia romántica de ciencia ficción británica estadounidense John Cameron Mitchell How to Talk to Girls at Parties (2017), basada en un cuento de Neil Gaiman. También aparece como protagonista en la película A Storm in the Stars interpretando a la famosa dramaturgo Mary Shelley, además interpretó a Alicia en la película The Beguiled (2017) que recibió dos nominaciones tanto al Festival de Cannes.

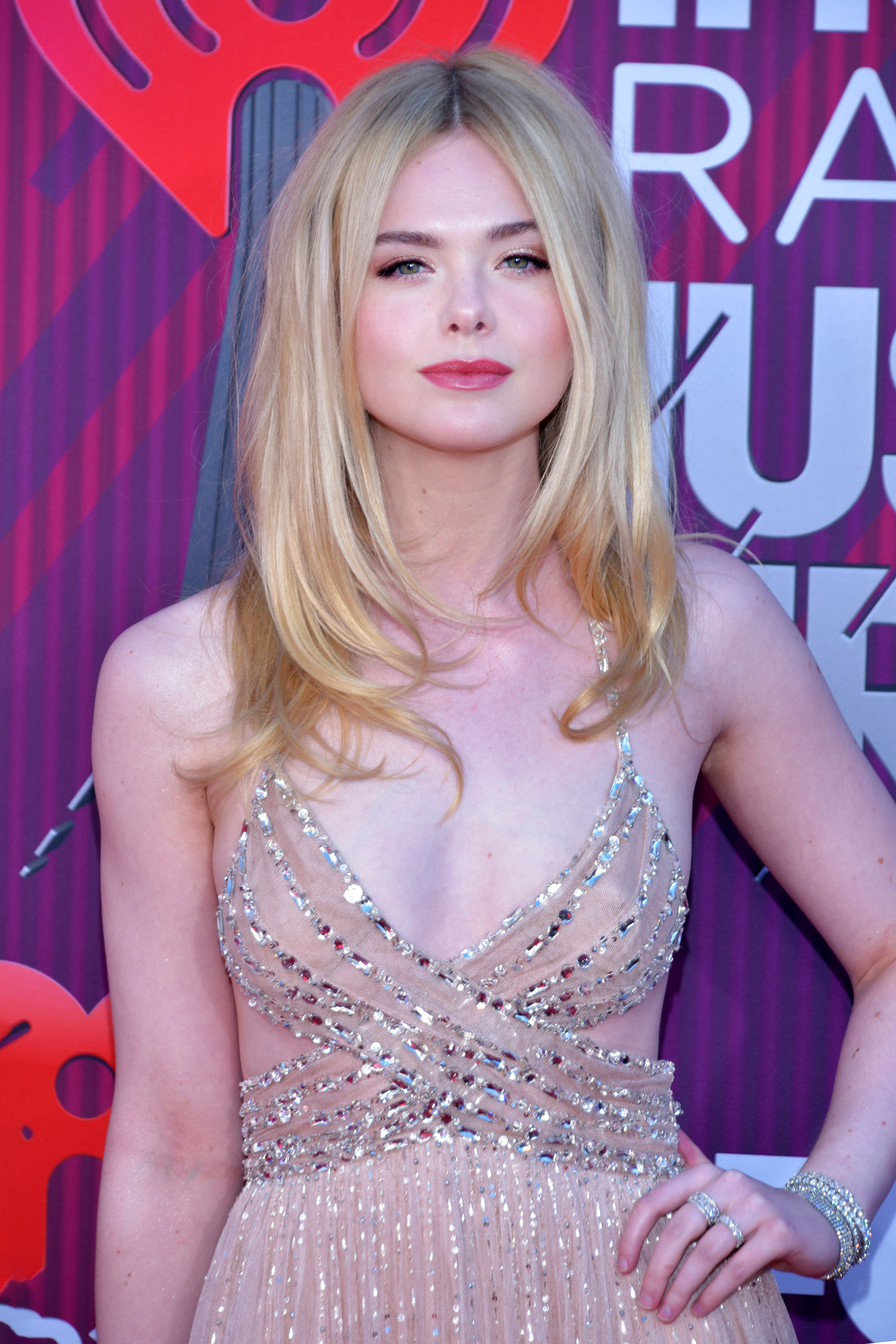
Fanning en los IHeartRadio Music Awards en Los Ángeles, el 14 de marzo de 2019.

Fanning protagonizo junto a Peter Dinklage en I Think I'm Alone Now (2018), dirigida por Reed Morano. Tuvo su estreno mundial en el Festival de Cine de Sundance el 21 de enero de 2018 y fue estrenada el 14 de septiembre de 2018 por Momentum Pictures. También protagonizó Galveston junto a Ben Foster, dirigida por Mélanie Laurent, que tuvo su estreno mundial en South by Southwest el 10 de marzo de 2018. Ese mismo año, Fanning protagonizó Teen Spirit (2018), dirigida por Max Minghella, que tuvo su estreno mundial en el Festival Internacional de Cine de Toronto en septiembre del mismo año.
En mayo de 2019, Fanning fue nombrada miembro del jurado de la competencia internacional en el 72º Festival de Cine de Cannes, convirtiéndose en el jurado de Cannes más joven de la historia.  Protagonizó la comedia romántica de Woody Allen A Rainy Day in New York (2019) junto a Timothée Chalamet y Selena Gomez estrenada en el Festival de cine estadounidense de Deauville. La película sigue las hazañas románticas de un joven estudiante universitario (Chalamet) en un viaje de fin de semana en Nueva York, tratando de vincularse aún más con su novia de la universidad (Fanning) mientras esta está en la ciudad para entrevistar a un famoso director de cine (Schreiber).  
Fanning repitió el papel de la Princesa Aurora / Bella Durmiente en Maleficent: Mistress of Evil (2019)  La película inició su rodaje a finales de mayo de 2018 en Inglaterra, finalizó el 24 de agosto de 2018 y se estrenó en Estados Unidos el 18 de octubre de 2019, convirtiéndose en un éxito crítico y financiero. 

### Década 2020

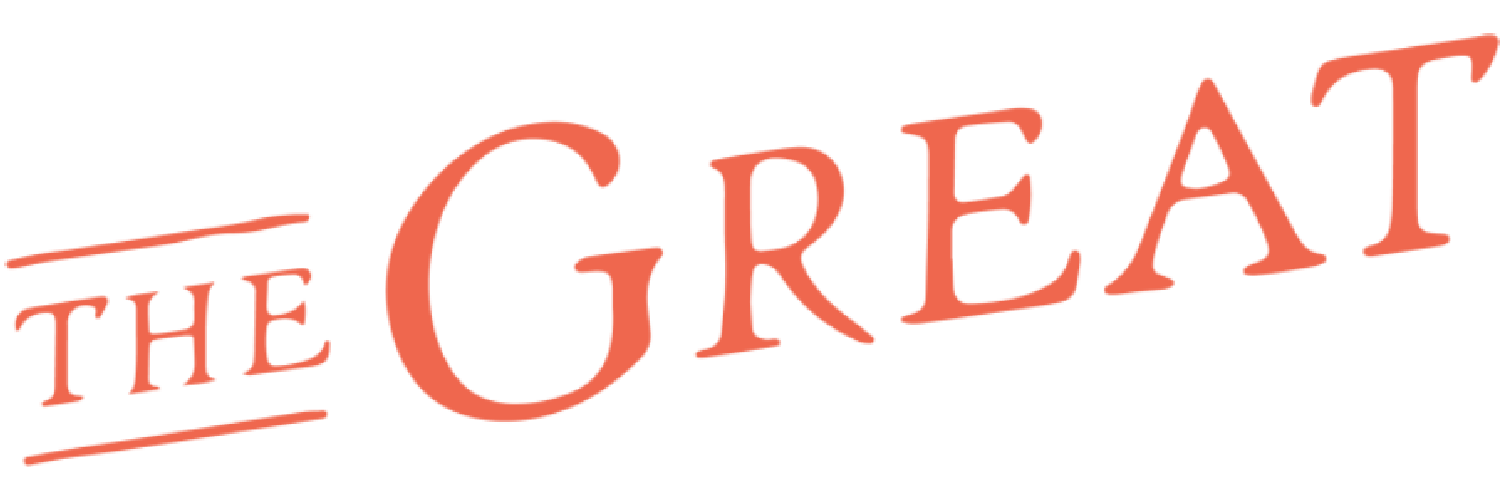
The Great.

Fanning protagonizó y fue productora ejecutiva de la serie de comedia histórica The Great, interpretando a Catalina la Grande junto al actor Nicholas Hoult. La serie se estrenó en Hulu en mayo de 2020   y finalizó tras tres temporadas en 2023.  La serie propone un relato anacrónico y alternativo a los hechos reales, cuenta cómo Catalina se convirtió en la emperatriz de Rusia junto con su esposo Pedro (Hoult), el heredero al trono ruso. Fanning recibió elogios de la crítica por el papel y fue nominada en los Premios Globo de Oro de 2021, de 2022  y de 2023; al Premios del Sindicato de Actores de 2022;al Premios Primetime Emmy de 2022 y al Premio Satellite 2023 como Mejor actriz de serie de comedia o musical.   
También protagonizó All the Bright Places (2020), junto a Justice Smith, dirigida por Brett Haley, basada en la novela del mismo nombre de Jennifer Niven,  y The Roads Not Taken (2020), dirigida por Sally Potter, junto a Javier Bardem y Salma Hayek.  En diciembre de 2023, hizo su debut oficial como actriz en Broadway en la obra Appropriate de Branden Jacobs-Jenkins, donde actúa junto a Sarah Paulson y Corey Stoll. Y asumirá un papel protagónico en el proyecto del director de videojuegos Hideo Kojima, Death Stranding 2: On The Beach.

## Filmografía

### Largometrajes
| Año  | Título                                        | Personaje                    |
| ---- | --------------------------------------------- | ---------------------------- |
| 2001 | I Am Sam                                      | Lucy Dawson (2 años)         |
| 2003 | Daddy Day Care                                | Jamie                        |
| 2004 | The Door in the Floor                         | Ruth Cole                    |
| 2005 | Because of Winn-Dixie                         | Sweetie Pie Thomas           |
| 2005 | Mi vecino Totoro                              | Mei Kusakabe (voz en inglés) |
| 2006 | Déjà Vu                                       | Abbey                        |
| 2006 | Babel                                         | Debbie Jones                 |
| 2006 | I Want Someone to Eat Cheese With             | Penelope                     |
| 2007 | The Nines                                     | Noelle                       |
| 2007 | Reservation Road                              | Emma Learner                 |
| 2008 | El curioso caso de Benjamin Button            | Daisy Fuller (niña)          |
| 2008 | Phoebe in Wonderland                          | Phoebe Lichten               |
| 2009 | Astro Boy                                     | Grace (voz)                  |
| 2010 | The Nutcracker in 3D                          | Mary                         |
| 2010 | Somewhere                                     | Cleo                         |
| 2011 | Super 8                                       | Alice Dainard                |
| 2011 | Twixt                                         | V                            |
| 2011 | We Bought a Zoo                               | Lily Miska                   |
| 2012 | Ginger & Rosa                                 | Ginger                       |
| 2014 | Young Ones                                    | Mary Holms                   |
| 2014 | Low Down                                      | Amy-Jo Albany                |
| 2014 | Maleficent                                    | Aurora, la Bella Durmiente   |
| 2014 | The Boxtrolls                                 | Winnie (voz)                 |
| 2015 | Trumbo                                        | Nikola Trumbo                |
| 2015 | 3 Generations                                 | Ray                          |
| 2016 | The Neon Demon                                | Jesse                        |
| 2016 | 20th Century Women                            | Julie Hamlin                 |
| 2016 | Ballerina                                     | Félicie Le Bras (voz)        |
| 2016 | Vivir de noche                                | Loretta Figgis               |
| 2017 | La desaparición de Sidney Hall                | Melody Jameson               |
| 2017 | How to Talk to Girls at Parties               | Zan                          |
| 2017 | The Beguiled                                  | Alicia                       |
| 2017 | Mary Shelley                                  | Mary Shelley                 |
| 2018 | I Think We're Alone Now                       | Grace                        |
| 2018 | Galveston                                     | Rocky                        |
| 2018 | Alcanzando tu sueño                           | Violet                       |
| 2019 | A Rainy Day in New York                       | Ashleigh Enright             |
| 2019 | Maleficent: Mistress of Evil                  | Aurora, la Bella Durmiente   |
| 2020 | The Roads Not Taken                           | Molly                        |
| 2020 | All the Bright Places                         | Violet Markey                |
| 2024 | A Complete Unknown                            | Sylvie Russo                 |
| 2025 | Predator: Badlands                            | Thia                         |
| 2025 | Sentimental Value                             | [ 90 ]                       |
| 2026 | Los juegos del hambre: amanecer en la cosecha | Effie Trinket                |
| TBA  | Rosebush pruning                              | [ 92 ]                       |
| TBA  | I Am Sybil                                    | Mason                        |

### Cortometrajes
| Año  | Título original               | Personaje       | Ref    |
| ---- | ----------------------------- | --------------- | ------ |
| 2005 | P.N.O.K.                      | Rebecca Bullard | [ 94 ] |
| 2007 | Day 73 with Sarah             | Sarah           | [ 95 ] |
| 2011 | The Curve of Forgotten Things | Girl            | [ 96 ] |
| 2012 | Leaning Toward Solace         | Sara            | [ 97 ] |

### Series
| Año       | Título original                   | Papel                | Notas                                      | Ref     |
| --------- | --------------------------------- | -------------------- | ------------------------------------------ | ------- |
| 2002      | Taken                             | Allie Keys (pequeña) | Episodio: «Charlie and Lisa»               | [ 98 ]  |
| 2003      | Judging Amy                       | Rochelle Cobbs       | Episodio: «Maxine Interrupted»             | [ 99 ]  |
| 2003      | CSI: Miami                        | Molly Walker         | Episodio: «Death Grip»                     | [ 100 ] |
| 2004      | CSI: New York                     | Jenny                | Episodio: «Officer Blue»                   | [ 101 ] |
| 2006      | House M. D.                       | Stella               | Episodio: «Need to Know»                   | [ 102 ] |
| 2006      | Law & Order: Special Victims Unit | Eden                 | Episodio: «Cage»                           | [ 103 ] |
| 2006      | The Lost Room                     | Anna Miller          | Miniserie; 6 episodios                     | [ 104 ] |
| 2006      | Criminal Minds                    | Tracy Belle          | Episodio: «The Boogeyman»                  | [ 105 ] |
| 2007      | Criminal Minds                    | Tracy Belle          | Episodio: «No Way Out (Parte 2)»           | [ 106 ] |
| 2007      | Dirty Sexy Money                  | Claire "Kiki" George | Episodio piloto                            | [ 107 ] |
| 2014      | HitRecord on TV                   | Hija                 | Episodio: «RE: The Number One»             | [ 108 ] |
| 2020-2023 | The Great                         | Catalina la Grande   | 30 episodios, también productora ejecutiva | [ 109 ] |
| 2021      | Robot Chicken                     | Sarah (voz)          | Episodio: “May Cause the Need for Speed”   | [ 110 ] |
| 2022      | The Girl from Plainville          | Michelle Carter      | Miniserie, también productora ejecutiva    | [ 111 ] |

### Teatro
| Año  | Obra        | Personaje | Teatro                  | Ref   |
| ---- | ----------- | --------- | ----------------------- | ----- |
| 2023 | Appropriate | River     | Hayes Theatre, Broadway | [ 3 ] |

### Videojuegos
| Año  | Título original                 | Rol | Ref             |
| ---- | ------------------------------- | --- | --------------- |
| 2025 | Death Stranding 2: On The Beach | Voz | [ 112 ] [ 113 ] |

### Vídeos musicales
| Año  | Tema           | Artista   | Ref             |
| ---- | -------------- | --------- | --------------- |
| 2016 | "Good Morning" | Grouplove | [ 114 ] [ 115 ] |

## Reconocimientos

### Premios principales
| Año  | Premio                                | Categoría                                               | Trabajo nominado | Resultado | Ref     |
| ---- | ------------------------------------- | ------------------------------------------------------- | ---------------- | --------- | ------- |
| 2016 | Premios del Sindicato de Actores      | Mejor reparto                                           | Trumbo           | Nominada  | [ 116 ] |
| 2016 | Premios de la Crítica Cinematográfica | Mejor reparto                                           | Trumbo           | Nominada  | [ 117 ] |
| 2021 | Premios del Sindicato de Actores      | Mejor reparto de televisión - Comedia                   | The Great        | Nominada  | [ 118 ] |
| 2021 | Premios Globo de Oro                  | Mejor actriz de serie de televisión - Comedia o musical | The Great        | Nominada  | [ 119 ] |
| 2022 | Premios Globo de Oro                  | Mejor actriz de serie de televisión - Comedia o musical | The Great        | Nominada  | [ 120 ] |
| 2022 | Premios del Sindicato de Actores      | Mejor reparto de televisión - Comedia                   | The Great        | Nominada  | [ 121 ] |
| 2022 | Premios del Sindicato de Actores      | Mejor actriz de televisión - Comedia                    | The Great        | Nominada  | [ 121 ] |
| 2022 | Premios de la Crítica Televisiva      | Mejor actriz en serie de comedia                        | The Great        | Nominada  | [ 122 ] |
| 2022 | Premios Primetime Emmy                | Mejor actriz - Serie de comedia                         | The Great        | Nominada  | [ 123 ] |
| 2023 | Premios Globo de Oro                  | Mejor actriz de serie de televisión - Comedia o musical | The Great        | Nominada  | [ 124 ] |

### Otros premios
| Año  | Trabajo nominado         | Premio                                            | Categoría                                                 | Resultado | Ref     |
| ---- | ------------------------ | ------------------------------------------------- | --------------------------------------------------------- | --------- | ------- |
| 2004 | Daddy Day Care           | Young Artist Award                                | Mejor reparto joven en una película                       | Nominada  | [ 125 ] |
| 2007 | The Lost Room            | Young Artist Award                                | Mejor actriz en televisión - Comedia o Drama              | Nominada  | [ 125 ] |
| 2007 | Babel                    | Young Artist Award                                | Mejor actriz de diez años o menos                         | Nominada  | [ 125 ] |
| 2011 | Somewhere                | Premios de la Crítica Cinematográfica             | Mejor intérprete joven                                    | Nominada  | [ 64 ]  |
| 2011 | Somewhere                | Young Hollywood Award                             | Actriz favorita del Año                                   | Ganadora  | [ 125 ] |
| 2011 | Somewhere                | International Cinephile Society Awards            | Mejor Actriz de Reparto                                   | Ganadora  | [ 126 ] |
| 2011 | The Nutcracker in 3D     | Young Artist Award                                | Mejor actriz joven en una película                        | Nominada  | [ 127 ] |
| 2011 | Super 8                  | Hollywood Film Festival                           | Premio al reconocimiento especial                         | Ganadora  | [ 125 ] |
| 2011 | Super 8                  | Satellite Awards                                  | Mejor actriz de reparto                                   | Nominada  | [ 128 ] |
| 2011 | Super 8                  | Scream Award                                      | Mejor interpretación femenina                             | Nominada  | [ 125 ] |
| 2011 | Super 8                  | Teen Choice Award                                 | Mejor actriz de película ciencia ficción o fantasía       | Nominada  | [ 129 ] |
| 2011 | Super 8                  | Teen Choice Award                                 | Mejor escena femenina de película                         | Nominada  | [ 125 ] |
| 2011 | Super 8                  | Premios Phoenix Film Critics Society              | Mejor reparto                                             | Ganadora  | [ 130 ] |
| 2011 | Super 8                  | Premios Phoenix Film Critics Society              | Mejor interpretación femenina en cámara                   | Nominada  | [ 125 ] |
| 2011 | Super 8                  | Premios Phoenix Film Critics Society              | Mejor interpretación femenina joven                       | Nominada  | [ 125 ] |
| 2012 | Super 8                  | Premios de la Crítica Cinematográfica             | Mejor intérprete joven                                    | Nominada  | [ 131 ] |
| 2012 | Super 8                  | Young Artist Award                                | Mejor actriz joven                                        | Nominada  | [ 132 ] |
| 2012 | Super 8                  | Young Artist Award                                | Mejor reparto                                             | Nominada  | [ 125 ] |
| 2012 | Super 8                  | MTV Movie Award                                   | Mejor actriz                                              | Nominada  | [ 133 ] |
| 2012 | Ginger & Rosa            | British Independent Film Awards                   | Mejor actriz joven en una película independiente          | Nominada  | [ 134 ] |
| 2013 | Ginger & Rosa            | Premios de la Crítica Cinematográfica             | Mejor intérprete joven                                    | Nominada  | [ 135 ] |
| 2014 | Maleficent               | Teen Choice Award                                 | Mejor actriz de película de acción                        | Nominada  | [ 136 ] |
| 2015 | Maleficent               | Saturn Award                                      | Mejor intérprete joven                                    | Nominada  | [ 137 ] |
| 2015 | Maleficent               | Nickelodeon Kids' Choice Awards                   | Actriz favorita de película                               | Nominada  | [ 138 ] |
| 2020 | The Great                | Premios TCA                                       | Logro Individual en una serie de comedia                  | Nominada  | [ 139 ] |
| 2021 | The Great                | Premios Independent Spirit                        | Mejor actriz en una serie de televisión                   | Nominada  | [ 140 ] |
| 2021 | The Great                | Premios Satellite                                 | Mejor actriz en una serie de televisión de comedia        | Ganadora  | [ 141 ] |
| 2022 | The Girl from Plainville | Premios de la Asociación de Críticos de Hollywood | Mejor actriz en una miniserie o telefilme                 | Nominada  | [ 142 ] |
| 2023 | The Girl from Plainville | Premios Satellite                                 | Mejor actriz en una miniserie, serie limitada o telefilme | Nominada  | [ 143 ] |